# Charles Frechon
Pour les articles homonymes, voir Fréchon.
Charles Frechon, né le 4 février 1856 à Blangy-sur-Bresle et mort le 9 février 1929 à Mont-Saint-Aignan, est un peintre postimpressionniste français de l'École de Rouen.
Il est le frère du photographe Émile Frechon et le père du peintre Michel Frechon.

## Biographie
Charles Frechon voit le jour à Blangy-sur-Bresle, un bourg situé aux confins de la Normandie et de la Picardie, où son père possède une fabrique de savon. Hébergé chez son oncle, il entre en 1879 à l'École municipale de peinture et de dessin de Rouen. En 1882, il achève avec succès sa formation artistique en remportant le prix du ministre de l'Instruction publique et des Beaux-Arts assorti d'une bourse de 400 francs. Quelques rares tableaux subsistent de cette époque, la plus grande partie de sa première production ayant disparu dans l'incendie de la maison familiale de Blangy en juin 1940 lors de l'invasion allemande. En 1914, il remporte le prix Bouctot de l'Académie des sciences, belles-lettres et arts de Rouen.
L'un des membres de l'École de Rouen, avec Charles Angrand (1854-1912) et Joseph Delattre (1858-1912), Charles Frechon a joué un rôle de premier plan dans l'affirmation de cette nouvelle manière de peindre qui, dans le sillage des grands maîtres impressionnistes, trouvait dans la capitale normande, à la fin du XIXe siècle, l'un de ses grands territoires. D'abord révolutionnaire, il deviendra peu à peu l'un des gardiens d'une pratique picturale devenue traditionnelle, celle de la peinture de plein air et de la recherche des sensations fugitives de la nature. Surnommé le « peintre des saisons », scrutant inlassablement les sous-bois, les champs pendant la moisson, son jardin ou les rues de sa ville, Frechon a connu le succès dès les années 1890, mais il reste à l'écart du milieu artistique parisien qui lui réserve pourtant un accueil favorable. Sa peinture aux sujets quotidiens n'est qu'une perpétuelle recherche d'atmosphère, de vibrations colorées. Souvent réduite à ses effets de sous-bois d'automne, de neige ou de pommiers en fleurs, peu représentée dans les collections publiques, elle est à redécouvrir entièrement, dans sa dimension expérimentale et méditative.
En 1931, le muséum d'histoire naturelle de Rouen reçoit la collection préhistorique de Charles Frechon.
Le musée des beaux-arts de Rouen lui consacre une exposition en 2008.

## Œuvre

### Collections publiques
Rouen, musée des Beaux-Arts :
- Sous-bois, 1889, huile sur toile, 27,5 × 34,5 cm, don de Françoise Mouchelet[3].
- Rouen, île Lacroix, cours la Reine, 1890, huile sur toile, 37 × 56 cm, don de François Depeaux[4].
- Feuilles de printemps, vers 1907, huile sur toile, 48,5 × 65 cm, legs de Jules Hédou[5].
- Paysage d'automne, avant 1909, huile sur toile, 60 × 73 cm, acquisition du musée[6].
- Sous-bois en automne, 1929, huile sur toile, 60 × 72,9 cm, don de François Depeaux[7].

Louviers, musée municipal :
- Boulevard Cauchoise, Rouen, vers 1880, huile sur toile, 73 × 61 cm, don de Constant Roussel[8].
- La rampe Beauvoisine, Rouen, vers 1880, huile sur toile, 27 × 36 cm, don de Constant Roussel[9].

- Le Pré-aux Loups, Rouen, vers 1890, huile sur toile, 43 × 56 cm, don de Constant Roussel[10].

- Coin de forêt à Mont-Saint-Aignan, 1902, huile sur toile, 74 × 62 cm, don de Constant Roussel[11].

### Collections privées
- Le Jardin de l'artiste à Mont-Saint-Aignan, huile sur toile, 65 × 81 cm, Vente Loudmer 1992[12]

Œuvres de Charles Frechon
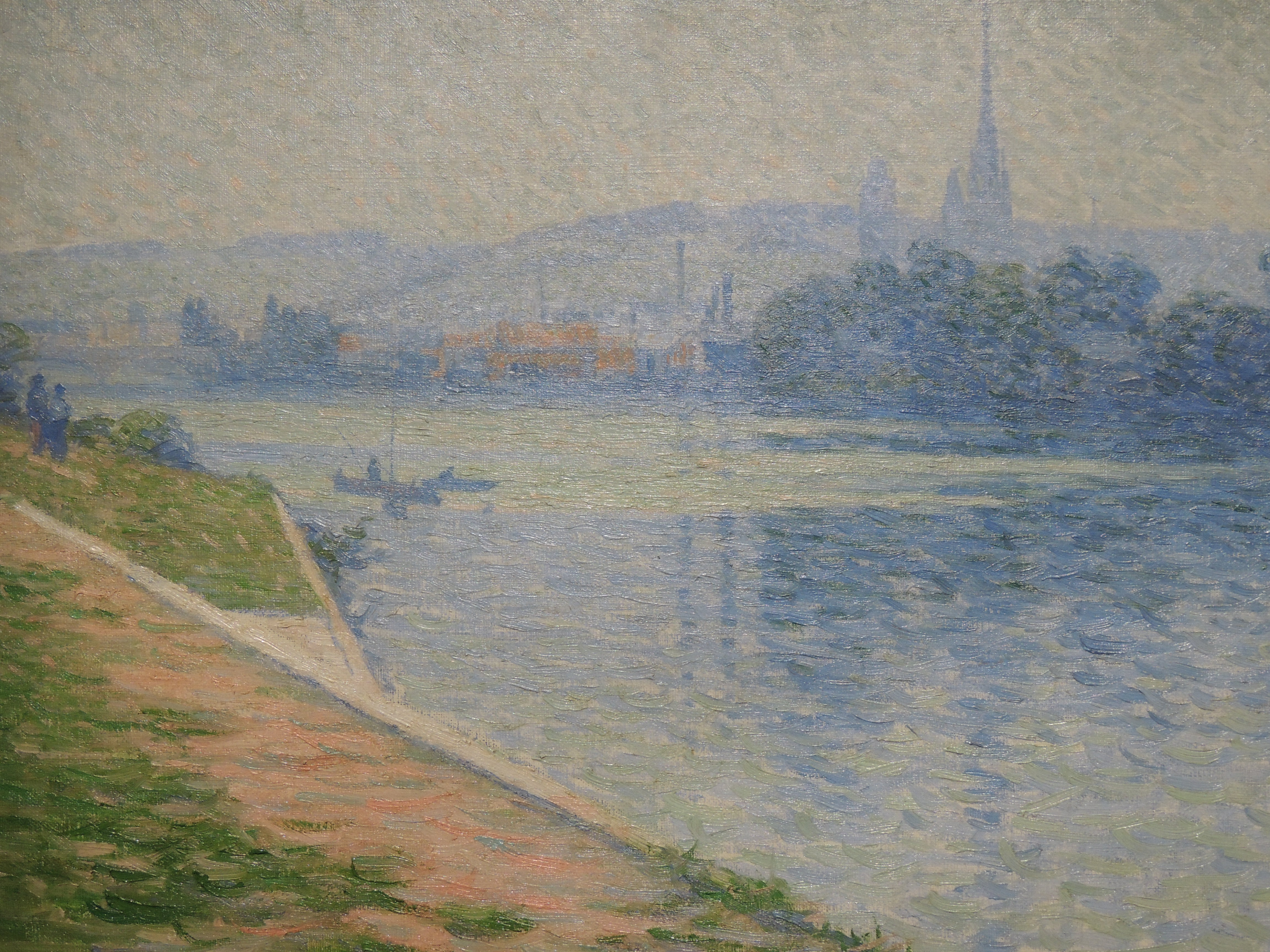
Rouen, Île Lacroix, cours de la Reine.
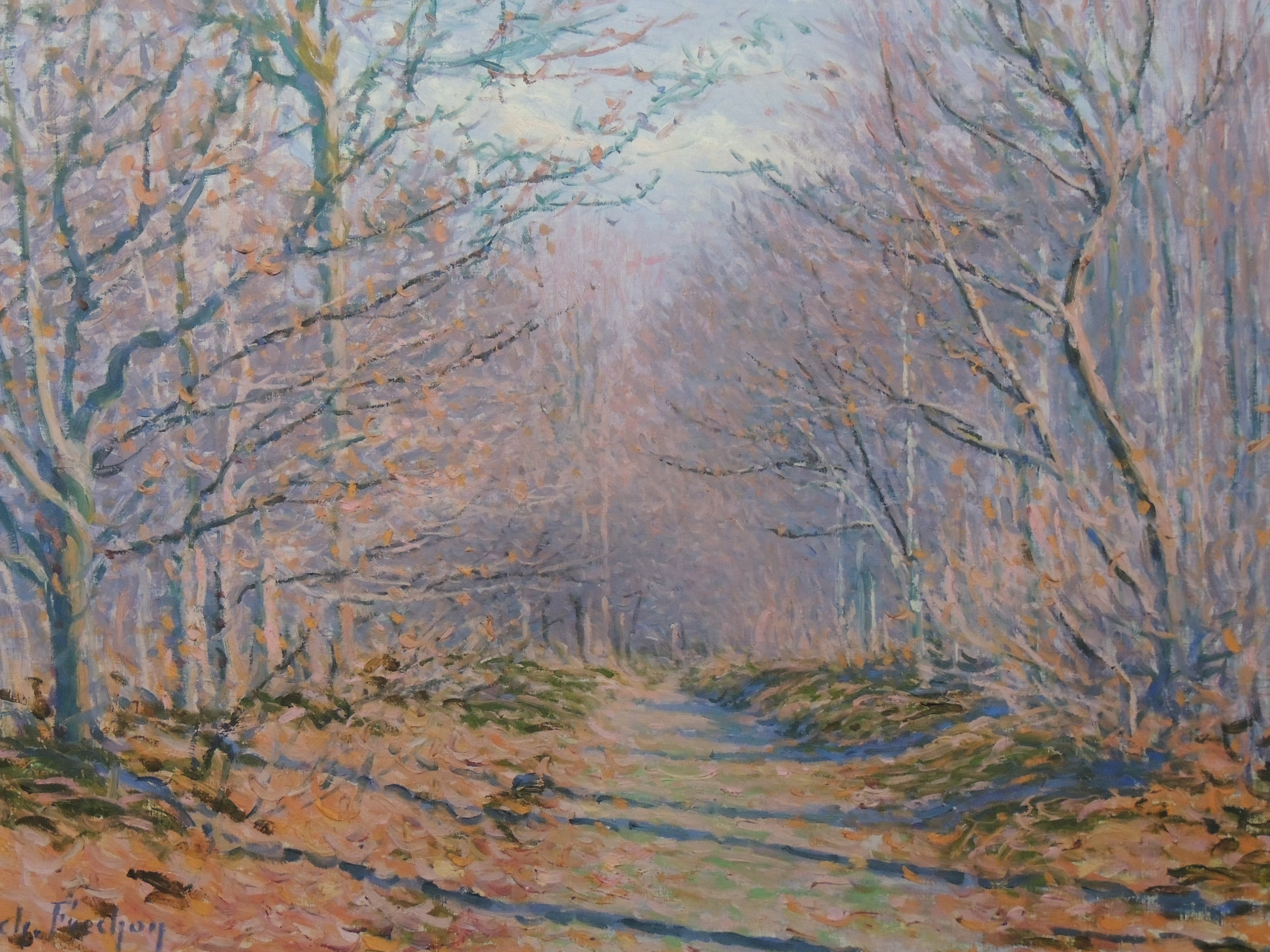
Sous-bois en automne.